# Komsomólskoie (Daguestan)
|  | Per a altres significats, vegeu «Komsomólskoie». |

Komsomólskoie (en rus: Комсомольское) és un poble del Daguestan, a Rússia, que el 2019 tenia 7.495 habitants. Pertany al districte rural de Kiziliurt.